# Giải bóng đá hạng tư quốc gia Cộng hòa Síp 2006–07
Giải bóng đá hạng tư quốc gia Cộng hòa Síp 2006–07 là mùa giải thứ 22 của giải bóng đá hạng tư Cộng hòa Síp. Spartakos Kitiou giành danh hiệu đầu tiên.

## Thể thức thi đấu
Có 14 đội tham gia Giải bóng đá hạng tư quốc gia Cộng hòa Síp 2006–07. Tất cả các đội đều thi đấu 2 trận, một trân sân nhà và một trận sân khách. Đội nhiều điểm nhất sẽ lên ngôi vô địch. Ba đội đầu bảng được lên chơi tại Giải bóng đá hạng ba quốc gia Cộng hòa Síp 2007–08 và ba đội cuối bảng xuống chơi ở các giải khu vực.

### Hệ thống điểm
Các đội bóng nhận 3 điểm cho một trận thắng, 1 điểm cho một trận hòa và 0 điểm cho một trận thua.

## Thay đổi so với mùa giải trước
Các đội thăng hạng Giải bóng đá hạng ba quốc gia Cộng hòa Síp 2006–07
- Anagennisi Germasogeias
- OlymVị thứ Xylofagou
- FC Episkopi

Các đội xuống hạng từ Giải bóng đá hạng ba quốc gia Cộng hòa Síp 2005–06
- Achyronas Liopetriou
- Enosis Kokkinotrimithia
- AEK Kythreas

Các đội thăng hạng từ các giải khu vực
- AEK Kouklia
- AMEP Parekklisia1
- Thyella Dromolaxia

1AMEP Parekklisia (sau khi lên hạng) hợp nhất với ATE PEK Parekklisias thành Enosis Neon Parekklisia
Các đội xuống hạng các giải khu vực
- Kissos Kissonerga
- Elia Lythrodonta
- Ellinismos Akakiou

## Bảng xếp hạng
| Vị thứ | Đội                     | St. | T. | H. | B. | BT. | BB. | HS. | Đ. | Ghi chú                                                                | Thành tích đối đầu |
| ------ | ----------------------- | --- | -- | -- | -- | --- | --- | --- | -- | ---------------------------------------------------------------------- | ------------------ |
| 1      | Spartakos Kitiou        | 26  | 17 | 6  | 3  | 58  | 19  | 39  | 57 | Vô địch-Thăng hạng Giải bóng đá hạng ba quốc gia Cộng hòa Síp 2007–08. |                    |
| 2      | AEK Kouklia             | 26  | 14 | 9  | 3  | 44  | 26  | 18  | 51 | Thăng hạng Giải bóng đá hạng ba quốc gia Cộng hòa Síp 2007–08.         |                    |
| 3      | Anagennisi Trachoniou   | 26  | 14 | 8  | 4  | 53  | 32  | 21  | 50 | Thăng hạng Giải bóng đá hạng ba quốc gia Cộng hòa Síp 2007–08.         |                    |
| 4      | APEP Pelendriou         | 26  | 14 | 5  | 7  | 44  | 33  | 11  | 47 |                                                                        |                    |
| 5      | Achyronas Liopetriou    | 26  | 10 | 8  | 8  | 48  | 35  | 13  | 38 |                                                                        |                    |
| 6      | Enosis Kokkinotrimithia | 26  | 11 | 4  | 11 | 37  | 36  | 1   | 37 |                                                                        |                    |
| 7      | Othellos Athienou       | 26  | 10 | 5  | 11 | 39  | 41  | -2  | 35 |                                                                        |                    |
| 8      | Orfeas Nicosia          | 26  | 10 | 4  | 12 | 45  | 48  | -3  | 34 |                                                                        |                    |
| 9      | Ethnikos Latsion FC     | 26  | 10 | 3  | 13 | 35  | 45  | -10 | 33 |                                                                        |                    |
| 10     | Sourouklis Troullon     | 26  | 8  | 8  | 10 | 44  | 44  | 0   | 32 | Sourouklis 4p ENP 1p                                                   |                    |
| 11     | Enosis Neon Parekklisia | 26  | 9  | 5  | 12 | 29  | 34  | -5  | 32 | Sourouklis 4p ENP 1p                                                   |                    |
| 12     | AEK Kythreas            | 26  | 7  | 9  | 10 | 23  | 34  | -11 | 30 | Xuống hạng các giải khu vực.                                           |                    |
| 13     | AOL/Omonia Lakatamias   | 26  | 7  | 8  | 11 | 34  | 51  | -17 | 29 | Xuống hạng các giải khu vực.                                           |                    |
| 14     | Thiella Dromolaxia1     | 26  | 0  | 0  | 26 | 4   | 59  | -55 | 0  | Xuống hạng các giải khu vực.                                           |                    |

1Thiella Dromolaxia bỏ giải sau vòng đấu 10, và tất cả các trận đấu còn lại được tính 0–2 cho các đối thủ.
Hệ thống điểm: Thắng=3 điểm, Hòa=1 điểm, Thua=0 điểm
Quy tắc xếp hạng: 1) Điểm; 2) Điểm thành tích đối đầu; 3) Hiệu số đối đầu; 4) Bàn thắng sân khách đối đầu; 5) Hiệu số; 6) Số bàn thắng

## Kết quả
| ↓Home / Away→       | AKL | AKT | ANT | AOL | APP | ACL | ETN | ENK | ENP | TDR | OTL | ORF | SRK | SPR |
| ------------------- | --- | --- | --- | --- | --- | --- | --- | --- | --- | --- | --- | --- | --- | --- |
| AEK Kouklia         |     | 3-0 | 0-1 | 2-1 | 3-2 | 2-2 | 2-2 | 1-0 | 1-0 | 2-0 | 2-1 | 3-0 | 3-2 | 1-0 |
| AEK Kythreas        | 1-1 |     | 1-0 | 0-0 | 1-1 | 1-0 | 0-1 | 0-3 | 0-0 | 2-0 | 2-1 | 0-2 | 1-1 | 0-2 |
| Anagennisi Tr.      | 2-2 | 2-1 |     | 2-3 | 4-2 | 4-2 | 2-0 | 3-2 | 4-1 | 2-0 | 2-0 | 1-1 | 3-2 | 1-1 |
| AOL Omonia          | 1-3 | 2-2 | 0-0 |     | 3-3 | 3-1 | 0-1 | 1-4 | 1-0 | 2-0 | 1-2 | 2-0 | 3-2 | 0-5 |
| APEP                | 1-0 | 0-0 | 0-1 | 2-1 |     | 0-0 | 3-1 | 6-2 | 1-0 | 2-1 | 2-1 | 1-0 | 2-1 | 1-0 |
| Achyronas           | 1-1 | 2-2 | 2-2 | 1-1 | 3-1 |     | 3-0 | 2-1 | 4-2 | 2-0 | 0-0 | 5-0 | 1-2 | 2-1 |
| Ethnikos Latsion FC | 1-1 | 1-3 | 1-2 | 2-2 | 1-2 | 0-3 |     | 0-4 | 2-1 | 2-0 | 1-2 | 4-1 | 1-3 | 1-2 |
| Enosis Kok.         | 1-1 | 2-1 | 0-2 | 4-2 | 2-1 | 2-1 | 0-1 |     | 1-0 | 2-0 | 1-1 | 3-2 | 0-0 | 0-1 |
| EN Parekklisia      | 1-2 | 0-1 | 2-0 | 0-0 | 0-2 | 3-1 | 2-1 | 1-0 |     | 3-2 | 3-2 | 2-2 | 1-1 | 1-1 |
| Thiella             | 0-2 | 0-2 | 0-5 | 0-2 | 0-2 | 0-2 | 0-2 | 0-2 | 0-2 |     | 0-2 | 0-4 | 1-3 | 0-2 |
| Othellos            | 1-4 | 3-0 | 4-4 | 3-0 | 4-1 | 2-2 | 2-3 | 0-0 | 0-1 | 2-0 |     | 2-0 | 1-0 | 0-2 |
| Orfeas              | 4-1 | 4-0 | 2-1 | 3-3 | 0-3 | 3-2 | 2-3 | 2-1 | 0-1 | 2-0 | 2-1 |     | 5-2 | 1-1 |
| Sourouklis          | 1-1 | 1-1 | 2-2 | 4-0 | 2-2 | 0-3 | 2-3 | 2-0 | 2-1 | 2-0 | 1-2 | 2-1 |     | 3-3 |
| Spartakos           | 0-0 | 2-1 | 1-1 | 5-0 | 2-1 | 2-1 | 1-0 | 5-0 | 3-1 | 2-0 | 7-0 | 4-2 | 3-1 |     |

- Thiella Dromolaxia bỏ giải từ vòng đấu 10, tất cả các trận đấu còn lại được tính 0-2 cho các đối thủ.